# Il diario del vampiro - L'incantesimo
Il diario del vampiro - L'incantesimo è il sesto e ultimo libro della serie I diari di Stefan, facente parte della saga de Il diario del vampiro di Lisa J. Smith, pubblicato il 13 marzo 2012 negli Stati Uniti e in italiano il 2 maggio 2013. Il romanzo è narrato dal punto di vista di Stefan e si configura come un antefatto delle vicende raccontate nella serie televisiva The Vampire Diaries.

## Trama
Seguendo Samuel per riuscire ad arrivare al luogo in cui tiene prigioniero Damon, Stefan impedisce al vampiro di mietere un'altra vittima. La ragazza, che si chiama Mary Jane Kelly ed è una strega, decide di aiutarlo a salvare Damon per sdebitarsi, e accompagna Stefan e Cora dagli altri membri della sua congrega, giovani orfani come lei. Grazie ai loro poteri magici, scoprono che Damon è tenuto prigioniero vicino a Tower Bridge e vi si recano, scontrandosi contro Samuel e Violet. Durante la lotta, Cora riesce a trafiggere la sorella con un paletto, uccidendola, mentre Samuel fugge. Damon, una volta libero, rivela al gruppo di aver origliato una conversazione del suo carceriere, scoprendo che sta cercando una strega purosangue, discendente delle prime streghe, per ucciderla, e che crede che Mary Jane sia una di loro. Ignorando il motivo del suo accanimento, Mary Jane decide di contattare la viscontessa Alice Lowson di Cardiganshire, una strega che un tempo avrebbe dovuto adottarla, per chiederle chiarimenti: questa, allora, le spiega che, se un vampiro mangia il cuore dorato di una strega purosangue, potrà soggiogare gli altri vampiri. Decisi a proteggere l'amica e ad impedire a Samuel di controllare la città, Stefan e Damon stringono un legame magico, il vinculum, con la congrega di lady Alice, alleandosi di fatto con le streghe e promettendo di non nuocere loro in alcun modo. Il piano prevede che Damon faccia credere a Samuel di volergli consegnare Mary Jane in cambio della riabilitazione del suo nome, ma, in realtà, lo impalerà appena possibile, mentre Stefan si occuperà dell'eventuale presenza dello stregone al servizio del vampiro, Seaver. Giunta la sera concordata, però, Damon viene scoperto da Samuel e Stefan, per proteggerlo, trascura Seaver che, grazie a una pozione, rimuove l'incantesimo di protezione apposto su Mary Jane: Samuel, così, la uccide e ne mangia il cuore. Le streghe, furiose, decretano lo scioglimento del vinculum e la fine della loro alleanza. Intanto, nuove prove trovate dalla polizia scagionano Damon dalle accuse di essere lo Squartatore, ed egli torna a divertirsi in società, mentre Stefan e Cora chiedono aiuto a James, un commerciante di oggetti soprannaturali, per sapere se esiste un modo per fermare Samuel. Egli, però, non può fare nulla, quindi Stefan torna da lady Alice, la quale, tuttavia, lo scaccia, non fidandosi più di lui ed essendo in lutto per la morte di Mary Jane. Il giovane Salvatore riesce però a scoprire che Samuel punta a soggiogare il Primo Ministro e, con l'aiuto di Cora e Damon, riesce a impedire che entri in casa sua, poi i due fratelli lo seguono fino ai magazzini sul fiume, dove affrontano lui e il suo esercito di vampiri. Stefan viene soggiogato e spinto a cercare di uccidere Damon, ma lady Alice e gli orfani, chiamati da Cora, risolvono la situazione bruciando Samuel e i suoi adepti. Tornata la pace, Cora decide di partire per l'America e Mystic Falls, mentre Stefan per la Nuova Zelanda.

## Edizioni
- Lisa Jane Smith, Il diario del vampiro. L'incantesimo, Gli Insuperabili - Newton Compton Editori, 2013,  p. 288, ISBN 978-88-541-5083-6.
- Lisa Jane Smith, Il diario del vampiro. 6 romanzi in 1, I Superinsuperabili, 2014,  p. 704, ISBN 978-88-541-6252-5.